# Ma fille (film, 2018, Laura Bispuri)
Pour les articles homonymes, voir Ma fille.
Pour plus de détails, voir Fiche technique et Distribution.
Ma fille (Figlia mia) est un film italien réalisé et écrit par Laura Bispuri, sorti en 2018. Interprété par Valeria Golino et Alba Rohrwacher, il raconte la relation teintée de rivalité de deux femmes à propos d'une fillette.
Il est sélectionné en compétition officielle à la Berlinale 2018.

## Synopsis
Vittoria, une fillette de 10 ans, vit dans un petit village de Sardaigne. Un jour, elle fait la connaissance d'Angelica, une jeune femme fantasque, tout à l'opposé de sa mère, Tina. Vittoria passe de plus en plus de temps avec Angelica, ce qui déplait à sa mère. Elle va progressivement comprendre qu'Angelica est sa véritable mère ...

## Fiche technique
- Titre original : Figlia mia
- Réalisation : Laura Bispuri
- Scénario : Laura Bispuri et Francesca Manieri
- Costumes : Antonella Cannarozzi
- Photographie : Vladan Radovic
- Montage : Carlotta Cristiani
- Musique : Nando Di Cosimo
- Pays d'origine : Italie
- Format : Couleurs - 35 mm
- Genre : drame
- Durée : 97 minutes (1 h 37)
- Dates de sortie :
  - Allemagne : 18 février 2018 (Berlinale 2018), 31 mai 2018 (sortie nationale)
  - Italie : 22 février 2018
  - France : 27 juin 2018

## Distribution
- Valeria Golino : Tina
- Alba Rohrwacher : Angelica
- Sara Casu : Vittoria
- Udo Kier : Bruno
- Michele Carboni : Umberto

## Accueil critique
En France, le site Allociné recense une moyenne des critiques presse de 3,1/5.

## Distinction
- Festival international du film de Haïfa 2018 : Golden Anchor